# NGC 7079
NGC 7079 (również PGC 66934) – galaktyka soczewkowata (SB0), znajdująca się w gwiazdozbiorze Żurawia. Odkrył ją John Herschel 6 września 1834 roku.